# Szellő (Ungarn)
Szellő ist eine ungarische Gemeinde im Kreis Pécsvárad im Komitat Baranya.

## Geografische Lage
Szellő liegt 18 Kilometer östlich des Komitatssitzes Pécs, zehn Kilometer südöstlich der Kreisstadt Pécsvárad, zwischen den Flüssen Karasica und Nagypall-patak. Nachbargemeinden sind Kátoly, Kékesd und Erzsébet.

## Sehenswürdigkeiten
- Denkmal für deportierte Zwangsarbeiter, erschaffen von Zsuzsa Tóth
- Glockenturm
- Szent-Flórián-Statue, erschaffen 1903

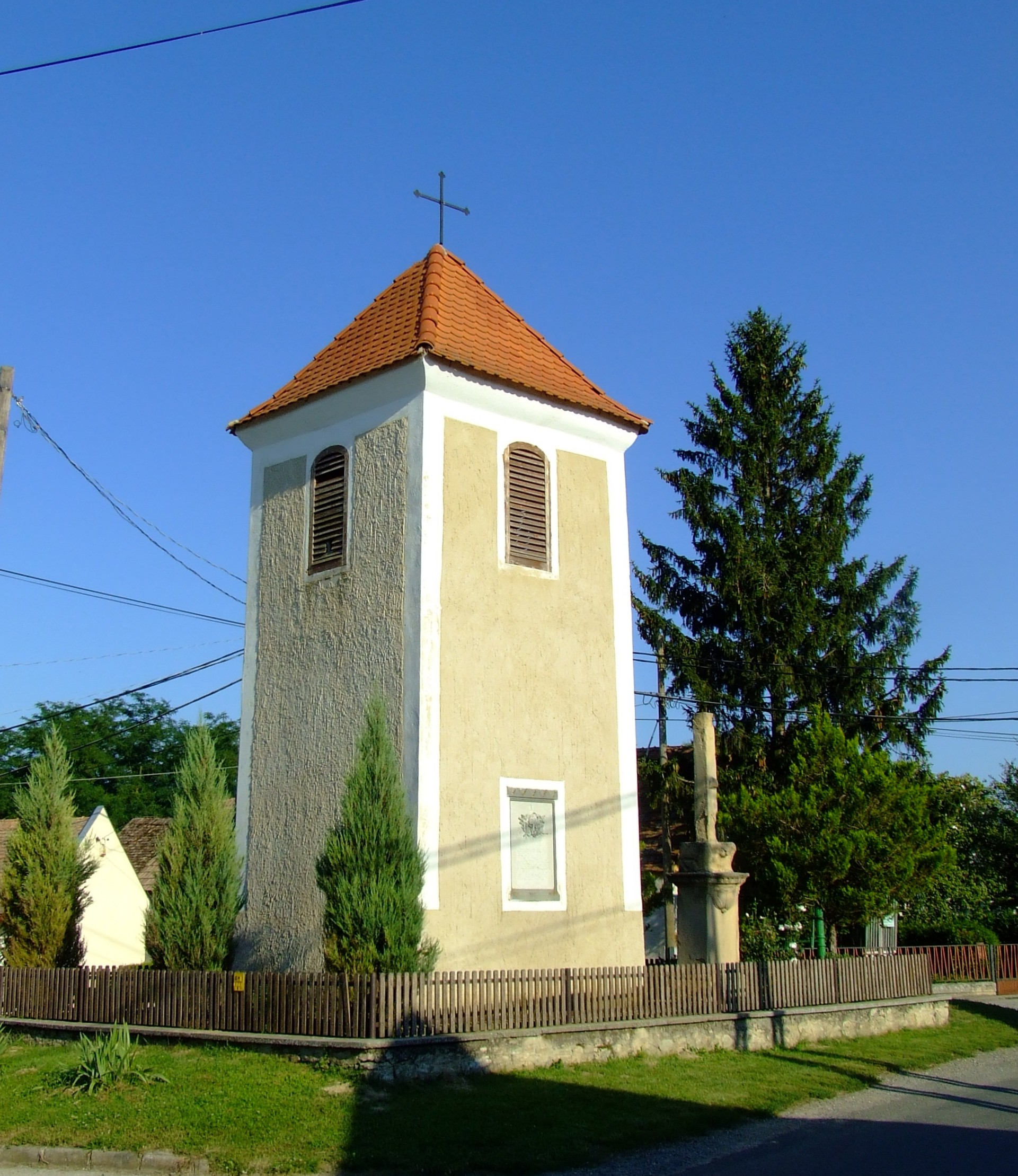
Glockenturm
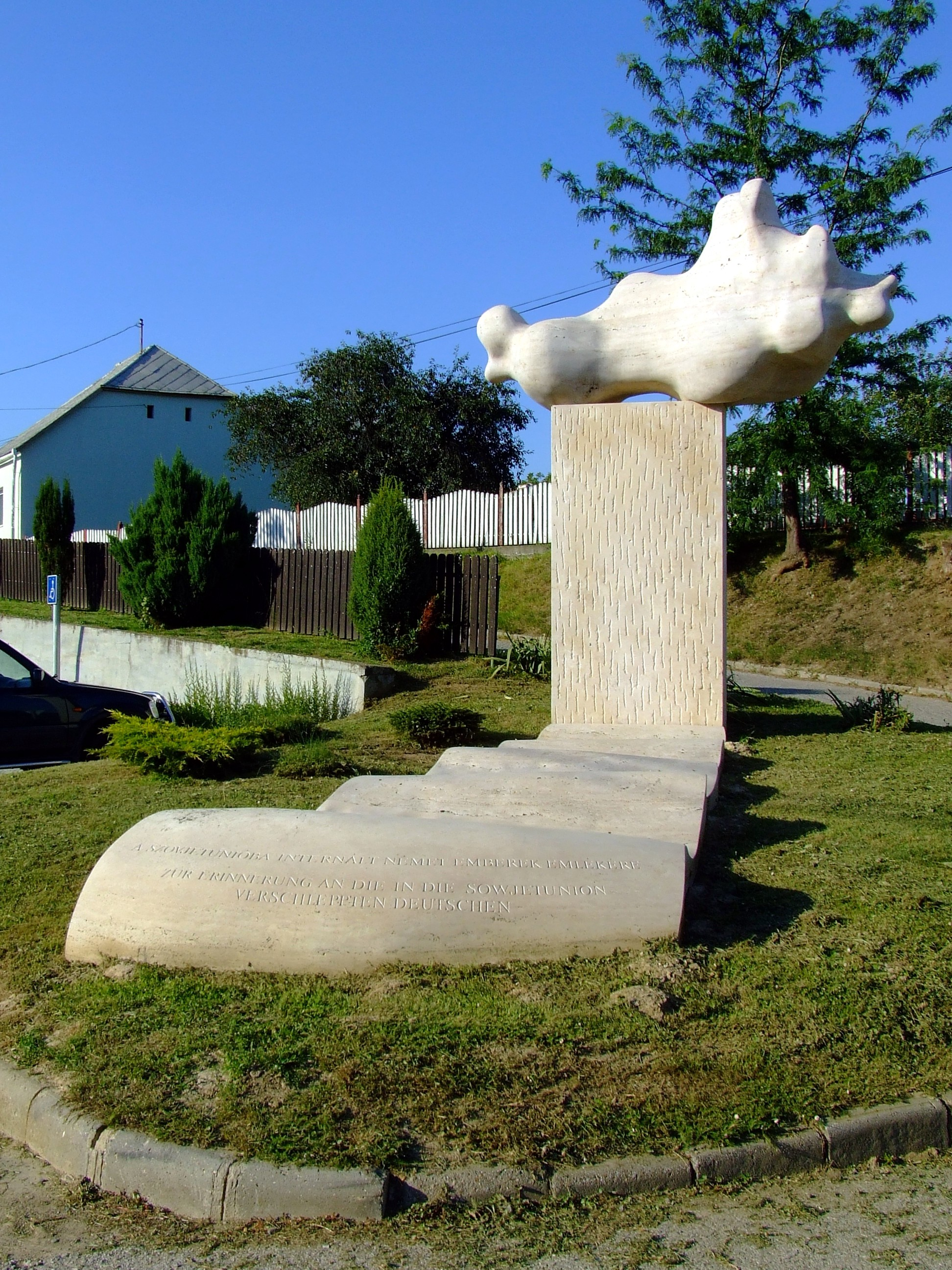
Denkmal für deportierte Zwangsarbeiter

## Verkehr
Durch Szellő verläuft die Landstraße Nr. 5608. Es bestehen Busverbindungen über Erzsébet nach Péscvárad sowie über Kátoly und Máriakéménd nach Szederkény und weiter bis nach Pécs, wo sich der nächstgelegene Bahnhof befindet.